# Pinkovce
Pinkovce (allemand : Pinkotz) est un village de Slovaquie situé dans la région de Košice.

## Histoire
Première mention écrite du village en 1343.

## Démographie

### Évolution de la population
| Année:               | 1994. | 2004.    | 2014.   | 2024. |
| -------------------- | ----- | -------- | ------- | ----- |
| Nombre de personnes: | 212   | 188      | 170     | 187   |
| Différence:          |       | -11,32 % | -9,57 % | +10 % |

| Année:               | 2023. | 2024.   |
| -------------------- | ----- | ------- |
| Nombre de personnes: | 184   | 187     |
| Différence:          |       | +1,63 % |

## Politique
| Nom          | Parti politique | Date de l'élection | Fin du mandat |
| ------------ | --------------- | ------------------ | ------------- |
| Michal Semáč | SMER            | 02.12.2006         | Déc. 2010     |